# أحمد دشتي
أحمد دشتي (مواليد 24 أغسطس 1994) لاعب كرة قدم كويتي محترف. يلعب كحارس مرمى في نادي العربي ومنتخب الكويت لكرة القدم.

## المسيرة الكروية
العربي
تم استدعاؤه مع شقيقه التوأم محمود دشتي من فئة الشباب، وتم استدعاء أحمد كحارس مرمى ثالث في سن 18 عامًا، وفاز بكأس الاتحاد الكويتي 2013-2014، وكأس ولي عهد الكويت 2014-2015، وكأس أمير الكويت.
فترات القروض
تمت إعارته في موسم 2019-20 إلى نادي الجهراء حيث فاز بلقب الدرجة الأولى الكويتي.
وفي الموسمين التاليين من عام 2020 حتى عام 2022 تمت إعارته إلى نادي الشباب.
العودة إلى العربي
بعد عودته ولعبه كحارس مرمى ثانوي، شارك في مباريات كأس الاتحاد الآسيوي ودوري التحدي الآسيوي. وفاز بالعديد من البطولات.

## الأوسمة
العربي
- الدوري الكويتي الممتاز: 1

2020–21
- كأس أمير الكويت: 1

2019–20
- كأس ولي عهد الكويت: 3

2014-15، 2021-22، 2022-23
- كأس الاتحاد الكويتي: 1

2013-14
الجهراء
- الكويتي القسم الأول: 1

2019-20